# Stop, Look and Listen

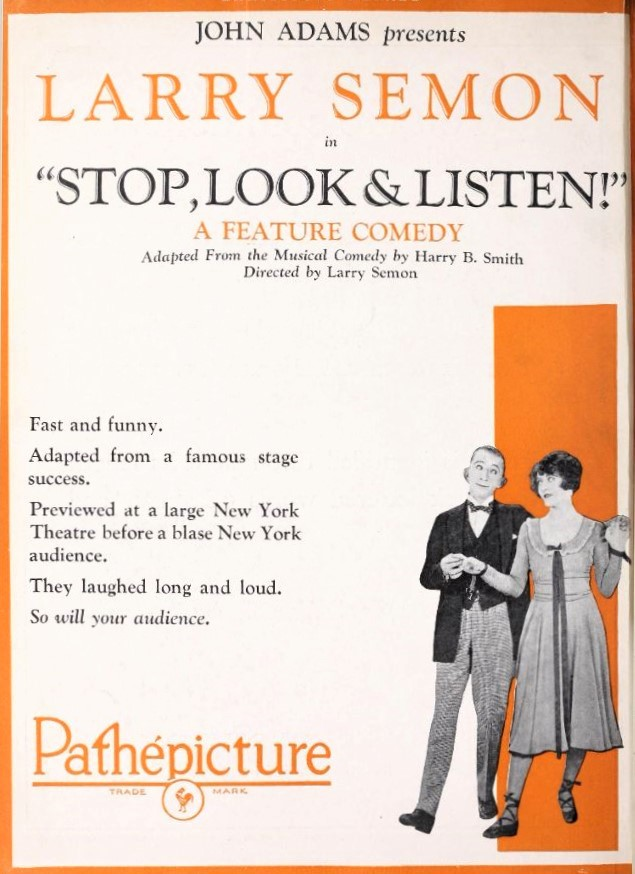
Cartaz do curta metragem " Pare, olhe e escute " (1926)

Stop, Look and Listen (Brasil: Amor e Pernas ) é um curta-metragem mudo norte-americano, realizado em 1926, do gênero comédia, com o ator cômico Oliver Hardy. É considerado um filme perdido.

## Elenco
- Larry Semon - Luther Meek
- Dorothy Dwan - Dorothy
- Mary Carr - mãe
- William Gillespie - Bill
- Lionel Belmore - Xerife
- B.F. Blinn - prefeito
- Bull Montana
- Oliver Hardy - (como Babe Hardy)
- Curtis 'Snowball' McHenry - Porter (como Curtis McHenry)
- Josef Swickard - ator velho